# عملکرد بلندمدت روسازی

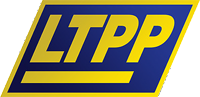
لوگوی LTPP

عملکرد بلندمدت روسازی (به انگلیسی: Long-Term Pavement Performance) یک برنامه پژوهشیست که مدیریت بزرگراههای فدرال پشتیبانی آن را بر عهده دارد. این برنامه پژوهشی، که بیشتر با نام مخفف LTPP شناخته می شود، سعی در مطالعه رفتار دراز مدت راهها و روسازیهای آسفالتی و بتنی دارد. همانطور که از نامش پیداست عملکرد درازمدت روسازی های مختلف در ایالات متحده امریکا و کانادا را مورد مطالعه قرار می دهد. در حال حاضر LTPP بزرگترین پایگاه داده عملکرد راه و روسازی جهان محسوب می شود. 

## تاریخچه
برنامه عملکرد بلندمدت روسازی در ابتدای دهه ١٩٨٠ با همکاری TRB و NRC ایجاد شد. برای مدتی AASHTO پشتیبانی مالی این برنامه را در اختیار داشت و سپس تحت کنترل مدیریت بزرگراههای فدرال در آمد. 

## پایگاه داده
در حال حاضر ال تی پی پی یکی از بزرگترین پایگاه داده های عملکرد راه را دارد. این دیتابیس داده های بیش از ٢٥٠٠ جاده را در خود دارد. از سال ١٩٩٨ تا کنون مسابقه تحلیل داده ال تی پی پی بر اساس این پایگاه داده برگزار می شود.